# Cybocephalus albopilosus
Cybocephalus albopilosus là một loài bọ cánh cứng trong họ Cybocephalidae. Loài này được Chobaut miêu tả khoa học năm 1896.